# 克羅斯諾爾 (北卡羅萊納州)
克羅斯諾爾（英語：Crossnore）是一個位於美國北卡羅萊納州埃弗里縣的城鎮。

## 人口
根據2020年美國人口普查的數據，克羅斯諾爾的面積為1.16平方千米，皆為陸地。當地共有人口143人，而人口密度為每平方千米123人。